# Vransko jezero i Jasen (Vogelschutzgebiet)
Das europäische Vogelschutzgebiet Vransko jezero i Jasen liegt auf dem Gebiet der Gemeinden Pakoštane, Benkovac, Stankovci, Tisno und Pirovac in den Gespanschaften Zadar und Šibenik-Knin im Südwesten Kroatiens. Das etwa 60 km² große Schutzgebiet umfasst den Vraner See und dessen Umland. 
Der Vraner See ist ein Karstsee und der größte See Kroatiens. Geomorphologisch handelt es sich um eine Kryptodepression. Sein Wasser ist brackig. Der See ist von einem schmalen Saum aus durch regelmäßige Überschwemmungen beeinflussten Feuchtbiotopen und Nasswiesen umgeben. Das Gebiet hat eine besondere Bedeutung für die Zwergscharbe, da hier knapp drei Viertel des kroatischen Brutbestands brüten. Auch für Sumpfhühner und Reiher sowie eine Vielzahl an Zugvögeln hat das Gebiet eine besondere nationale Bedeutung. 
Das Vogelschutzgebiet ist nahezu deckungsgleich mit dem Naturpark Vransko jezero. Das gleichnamige FFH-Gebiet ist flächenidentisch. Das Gebiet grenzt im Nordosten an das FFH- und Vogelschutzgebiet Ravni kotari.

## Schutzzweck
Folgende Vogelarten sind für das Gebiet gemeldet; Arten, die im Anhang I der Vogelschutzrichtlinie geführt sind, sind mit * gekennzeichnet:
| Bild                 | Anhang I | EU Code | Art                  | wissenschaftlicher Name   |
| -------------------- | -------- | ------- | -------------------- | ------------------------- |
| Mariskensänger       |          | A293    | Mariskensänger       | Acrocephalus melanopogon  |
| Eisvogel             | *        | A229    | Eisvogel             | Alcedo atthis             |
| Steinhuhn            | *        | A109    | Steinhuhn            | Alectoris graeca          |
| Spießente            |          | A054    | Spießente            | Anas acuta                |
| Löffelente           |          | A056    | Löffelente           | Anas clypeata             |
| Krickente            |          | A052    | Krickente            | Anas crecca               |
| Pfeifente            |          | A050    | Pfeifente            | Anas penelope             |
| Stockente            |          | A053    | Stockente            | Anas platyrhynchos        |
| Knäkente             |          | A055    | Knäkente             | Anas querquedula          |
| Schnatterente        |          | A051    | Schnatterente        | Anas strepera             |
| Graugans             |          | A043    | Graugans             | Anser anser               |
| Brachpieper          | *        | A255    | Brachpieper          | Anthus campestris         |
| Purpurreiher         | *        | A029    | Purpurreiher         | Ardea purpurea            |
| Rallenreiher         | *        | A024    | Rallenreiher         | Ardeola ralloides         |
| Tafelente            |          | A059    | Tafelente            | Aythya ferina             |
| Reiherente           |          | A061    | Reiherente           | Aythya fuligula           |
| Moorente             | *        | A060    | Moorente             | Aythya nyroca             |
| Rohrdommel           | *        | A021    | Rohrdommel           | Botaurus stellaris        |
| Uhu                  | *        | A215    | Uhu                  | Bubo bubo                 |
| Schellente           |          | A067    | Schellente           | Bucephala clangula        |
| Kurzzehenlerche      | *        | A243    | Kurzzehenlerche      | Calandrella brachydactyla |
| Ziegenmelker         | *        | A224    | Ziegenmelker         | Caprimulgus europaeus     |
| Weißbart-Seeschwalbe | *        | A196    | Weißbart-Seeschwalbe | Chlidonias hybridus       |
| Trauerseeschwalbe    | *        | A197    | Trauerseeschwalbe    | Chlidonias niger          |
| Schlangenadler       | *        | A080    | Schlangenadler       | Circaetus gallicus        |
| Rohrweihe            | *        | A081    | Rohrweihe            | Circus aeruginosus        |
| Kornweihe            | *        | A082    | Kornweihe            | Circus cyaneus            |
| Wiesenweihe          | *        | A084    | Wiesenweihe          | Circus pygargus           |
| Höckerschwan         |          | A036    | Höckerschwan         | Cygnus olor               |
| Silberreiher         | *        | A027    | Silberreiher         | Egretta alba              |
| Seidenreiher         | *        | A026    | Seidenreiher         | Egretta garzetta          |
| Merlin               | *        | A098    | Merlin               | Falco columbarius         |
| Blässhuhn            |          | A125    | Blässhuhn            | Fulica atra               |
| Bekassine            |          | A153    | Bekassine            | Gallinago gallinago       |
| Prachttaucher        | *        | A002    | Prachttaucher        | Gavia arctica             |
| Sterntaucher         | *        | A001    | Sterntaucher         | Gavia stellata            |
| Stelzenläufer        | *        | A131    | Stelzenläufer        | Himantopus himantopus     |
| Zwergdommel          | *        | A022    | Zwergdommel          | Ixobrychus minutus        |
| Neuntöter            | *        | A338    | Neuntöter            | Lanius collurio           |
| Schwarzstirnwürger   | *        | A339    | Schwarzstirnwürger   | Lanius minor              |
| Uferschnepfe         | *        | A156    | Uferschnepfe         | Limosa limosa             |
| Heidelerche          | *        | A246    | Heidelerche          | Lullula arborea           |
| Blaukehlchen         | *        | A272    | Blaukehlchen         | Luscinia svecica          |
| Zwergschnepfe        |          | A152    | Zwergschnepfe        | Lymnocryptes minimus      |
| Mittelsäger          |          | A069    | Mittelsäger          | Mergus serrator           |
| Großer Brachvogel    |          | A160    | Großer Brachvogel    | Numenius arquata          |
| Nachtreiher          | *        | A023    | Nachtreiher          | Nycticorax nycticorax     |
| Zwergscharbe         | *        | A393    | Zwergscharbe         | Phalacrocorax pygmeus     |
| Kampfläufer          | *        | A151    | Kampfläufer          | Philomachus pugnax        |
| Löffler              | *        | A034    | Löffler              | Platalea leucorodia       |
| Sichler              | *        | A032    | Sichler              | Plegadis falcinellus      |
| Kleines Sumpfhuhn    | *        | A120    | Kleines Sumpfhuhn    | Porzana parva             |
| Tüpfelsumpfhuhn      | *        | A119    | Tüpfelsumpfhuhn      | Porzana porzana           |
| Zwergsumpfhuhn       | *        | A121    | Zwergsumpfhuhn       | Porzana pusilla           |
| Wasserralle          |          | A118    | Wasserralle          | Rallus aquaticus          |
| Dunkelwasserläufer   |          | A161    | Dunkelwasserläufer   | Tringa erythropus         |
| Bruchwasserläufer    | *        | A166    | Bruchwasserläufer    | Tringa glareola           |
| Grünschenkel         |          | A164    | Grünschenkel         | Tringa nebularia          |
| Rotschenkel          |          | A162    | Rotschenkel          | Tringa totanus            |
| Kiebitz              |          | A142    | Kiebitz              | Vanellus vanellus         |